# Katuș, Kamin-Kașîrskîi
Katuș (în ucraineană Катуш) este un sat în comuna Hoteșiv din raionul Kamin-Kașîrskîi, regiunea Volînia, Ucraina.

## Demografie
Componența lingvistică a localității Katuș
     Ucraineană (100%)
Conform recensământului din 2001, toată populația localității Katuș era vorbitoare de ucraineană (100%).